# チャールズ・エルフィンストーン (第9代エルフィンストーン卿)
第9代エルフィンストーン卿チャールズ・エルフィンストーン（英語: Charles Elphinstone, 9th Lord Elphinstone、1682年4月14日 – 1757年2月20日）は、スコットランドの貴族、軍人。

## 生涯
第8代エルフィンストーン卿ジョン・エルフィンストーンとイザベル・メイトランド（Isabel Maitland、1654年頃 – 1706年10月7日、ウィリアム・メイトランドの娘）の五男（長男から四男までは早世）として、1682年4月14日にエディンバラで生まれた。1700年3月18日、グラスゴー大学に入学した。
大尉としてイギリス陸軍に入隊、1706年よりフランドル地方を転戦したが、1708年の戦闘で重傷を負った。1720年、軍務から引退した。
1718年3月24日に父が死去すると、エルフィンストーン卿の爵位を継承した。
1757年2月20日にエルフィンストーンで死去、四男チャールズが爵位を継承した。

## 家族
1702年9月12日、ロンドンでエリザベス・プリムローズ（Elizabeth Primrose、1680年12月18日 – 1738年2月16日、第2代準男爵サー・ウィリアム・プリムローズの娘）と結婚、6男5女をもうけた。
- ジョン（1703年6月29日） - 夭折
- グリゼル（Grizel、1704年11月23日 – ?） - ウッドグレイヴ・ガスコイン（Woodgrave Gascoigne）と結婚
- ジョン（1706年1月17日 – 1753年4月29日） - マージェリー・フレミング（Margery Fleming、1784年8月6日没、
- ジェームズ（1708年4月15日 – ?） - 海軍軍人
- チャールズ（1711年 – 1781年） - 第10代エルフィンストーン卿
- エロナス（Ellonas、1712年10月31日 – ?） - 早世
- アーチボルド（1714年6月18日 – 1741年） - 陸軍軍人、カルタヘナ包囲戦中に死去
- エレノア（1715年9月15日 – ?）
- ウィリアム（1718年6月20日 – ?） - 早世
- マーガレット（1721年生） - 早世
- プリムローズ（1725年1月27日 – 1759年12月18日） - 1757年、第9代ヒューム伯爵アレクサンダー・ヒュームと結婚